# Jacques Guinebretière
Jacques Guinebretière, né le 20 février 1930 à Boulogne-Billancourt (Seine) et mort le 10 avril 2006 à Quimper, est un homme politique français.

## Détail des fonctions et des mandats
Mandat parlementaire
- 2 mai 1977 - 2 avril 1978 : Député de la 1re circonscription du Finistère